# Telecapri Sport
Telecapri Sport è un'emittente televisiva privata campana. La sua programmazione sportiva tratta gli eventi delle squadre campane, tra cui il Napoli, la Salernitana, l'Avellino, il Benevento e la Casertana nonché le serie minori e calcio giovanile. Una rubrica dedicata al calcio mondiale e trasmissioni su basket, judo, atletica e altro.

## Storia
Una delle peculiarità di questa emittente è stata quella di seguire in diretta dagli stadi, con uno o più inviati le gare di campionato del Napoli, fornendo una sorta di video-radiocronaca. A lanciare questa consuetudine furono due tra i "veterani" di Telecapri Sport, ovvero Paolo Del Genio e Francesco Pezzella. Tale esperimento fu seguito da altre emittenti come Canale 9 (la vecchia Teleoggi, ora affiliata al circuito nazionale 7 Gold). Gli studi sono presenti a Capri ed è una rete televisiva interamente dedicata allo sport, in particolare al calcio campano.
È stata parte del multiplex di TeleCapri insieme a Telecapri News.
La copertura del segnale è presente in quasi tutta la Campania. Ha tre redazioni: una a Capri, una ad Ercolano e una a Napoli.
Nel 2011 le rubriche e i programmi sono andati via via riducendosi, limitandosi essenzialmente ad apporti esterni all'effettiva redazione, probabilmente a causa della crisi dovuta soprattutto all'assegnazione di LCN assolutamente sfavorevoli e ingiuste a tutte e tre le emittenti locali del gruppo in seguito del passaggio al digitale terrestre, nonostante le emittenti fossero leader d'ascolto in Campania, secondo l'Auditel, prima del passaggio al digitale terrestre.
Dal 2018 l'emittente, come per le altre del multiplex, viene sottoposta a rilancio in qualità e programmazione in HD.
Nel 2024 ha sospeso la propria programmazione, e a settembre dello stesso anno inizia a trasmettere in simulcast la versione televisiva di RADIO CAPRI con entrambi i loghi in sovraimpressione. 